# Bracon Ash
Bracon Ash är en civil parish i Storbritannien.   Den ligger i grevskapet Norfolk och riksdelen England, i den sydöstra delen av landet, 150 km nordost om huvudstaden London. Antalet invånare är 446. Arean är 9,8 kvadratkilometer.
Terrängen i Bracon Ash är mycket platt.